# Hot Space
Hot Space (en español: Espacio caliente) es el décimo álbum de estudio de la banda de rock Queen, lanzado al mercado el 21 de mayo de 1982 por EMI. El álbum alcanzó el puesto 4 en las listas de éxito del Reino Unido, permaneciendo en ellas durante 19 semanas, alcanzó el disco de oro. En Estados Unidos se estrenó el 25 de mayo del mismo año, llegando al puesto 22 y estando en las listas durante 21 semanas, alcanzando el disco de oro también.
El sencillo "Under Pressure" contó con la colaboración de David Bowie con Queen. Fue lanzado en 1981, ante la controversia sobre el nuevo sonido de Queen (rock con influencias de música disco). El sencillo fue bien recibido por los fanáticos y se convirtió en el segundo número uno en el Reino Unido y alcanzó el puesto n.º 29 en los Estados Unidos.
El álbum fue promocionado durante 1982 por el Hot Space Tour.
Es considerado un álbum experimental y el más criticado de la discográfia de Queen debido a que incluye fuertes influencias Funk, ejemplos como: “Staying Power”, “Dancer”, “Cool Cat”, “Body Language” y “Action This Day”.

## Lista de canciones
| N.º | Título                                     | Escritor(es)    | Duración |  |
| 1.  | «Staying Power»                            | Mercury         | 4:13     |  |
| 2.  | «Dancer»                                   | May             | 3:47     |  |
| 3.  | «Back Chat»                                | Deacon          | 4:37     |  |
| 4.  | «Body Language»                            | Mercury         | 4:30     |  |
| 5.  | «Action This Day»                          | Taylor          | 3:31     |  |
| 6.  | «Put Out the Fire»                         | May             | 3:20     |  |
| 7.  | «Life is Real (Song for Lennon)»           | Mercury         | 3:27     |  |
| 8.  | «Calling All Girls»                        | Taylor          | 3:51     |  |
| 9.  | «Las Palabras de Amor (The Words of Love)» | May             | 4:30     |  |
| 10. | «Cool Cat»                                 | Deacon, Mercury | 3:26     |  |
| 11. | «Under Pressure»                           | Queen, Bowie    | 4:02     |  |

| CANCIONES EXTRA |                                             |              |          |  |
| N.º             | Título                                      | Escritor(es) | Duración |  |
| 1.              | «Staying Power (Versión extendida)»         | Mercury      | 5:40     |  |
| 2.              | «Staying Power (Live At The Bowl'82)»       | Mercury      | 3:57     |  |
| 3.              | «Back Chat (Sencillo)»                      | Deacon       | 4:10     |  |
| 4.              | «Back Chat (Versión extendida)»             | Deacon       | 6:50     |  |
| 5.              | «Soul Brother»                              | May          | 3:30     |  |
| 6.              | «Body Language (Hollywood Records Remix)»   | Mercury      | 4:44     |  |
| 7.              | «Action This Day (Live In Tokio'82)»        | Taylor       | 5:31     |  |
| 8.              | «Action This Day (Live At The Bowl'82)»     | Taylor       | 4:52     |  |
| 9.              | «Calling All Girls (Live In Tokio'82)»      | Taylor       | 4:45     |  |
| 10.             | «Las Palabras De Amor (Top Of The Pops'82)» | May          | 4:40     |  |
| 11.             | «Under Pressure (Rah Mix)»                  | Bowie, Queen | 3:40     |  |
| 12.             | «Under Pressure (Rah Mix Radio Edit)»       | Bowie, Queen | 3:40     |  |
| 13.             | «Under Pressure (Mike Spencer Mix)»         | Bowie, Queen | 3:50     |  |
| 14.             | «Under Pressure (Knebworth Mix)»            | Queen, Bowie | 4:13     |  |

## Ficha técnica
- Producido por: Queen y Mack excepto "Under Pressure" (Queen/Bowie)
- Diseñado por: Mack & David Richards
- Grabado en: Mountain & Musicland Studios, en diciembre de 1981 - marzo de 1982
- Diseño de tapa: Freddie Mercury